# Martin Hinterstocker junior
Martin Hinterstocker (* 1. Februar 1983 in Iserlohn) ist ein ehemaliger deutscher Eishockeyspieler, der zuletzt beim TSV Peißenberg unter Vertrag steht. Sein Vater Martin Hinterstocker senior war ebenfalls Eishockeyspieler.

## Karriere
Martin Hinterstocker begann seine Karriere als Eishockeyspieler beim SC Riessersee, für den er in den Jahren 1999 bis 2003 in der 2. Bundesliga spielte. Anschließend wechselte der Center zum Ligakonkurrenten SC Bietigheim-Bissingen. Nach nur einem Jahr wurde der Linksschütze von den Moskitos Essen, die ebenfalls in der zweiten Liga spielten, verpflichtet. Während der Saison 2005/06 gab Hinterstocker sein Debüt in der DEL und stand in 17 Spielen, in denen er punktlos blieb, für die Hamburg Freezers auf dem Eis. In der gleichen Spielzeit spielte er auch für die Eisbären Juniors Berlin in der Eishockey-Oberliga. Während der Saison 2006/07 kam der Angreifer schließlich sowohl für die Star Bulls Rosenheim aus der Oberliga, als auch die SERC Wild Wings aus der 2. Bundesliga und die Augsburger Panther aus der DEL zum Einsatz.
Im Sommer 2007 erhielt Hinterstocker einen Vertrag beim ERC Ingolstadt. Die Saison 2007/08 war die erste Spielzeit, in der er überwiegend in der DEL spielte. Zudem erhielt der Mittelstürmer mit einer Förderlizenz Eiszeit bei den beiden Zweitligisten Moskitos Essen und EHC München. Nachdem sein Vertrag in Ingolstadt nicht verlängert worden war, schloss er sich im Oktober 2010 den Tölzer Löwen an.

## Statistik
|                      | Saisons | Spiele | Tore | Assists | Punkte | Strafminuten |
| -------------------- | ------- | ------ | ---- | ------- | ------ | ------------ |
| 2.BL Reguläre Saison | 8       | 287    | 29   | 64      | 93     | 58           |
| 2.BL Playoffs        | 3       | 26     | 1    | 6       | 7      | 2            |
| DEL Reguläre Saison  | 5       | 169    | 9    | 19      | 28     | 48           |
| DEL Playoffs         | 2       | 6      | 1    | 1       | 2      | 4            |

(Stand: Ende der Saison 2009/10)